# Veikko Litzen
Veikko Juhani Hjalmari Litzen (geboren am 1. Dezember 1933 in Helsinki; gestorben am 17. Januar 2011 in Rom) war ein finnischer Kulturhistoriker und Archivar.
Veikko Litzen begann nach dem Abitur 1953 ein Studium an der Universität Helsinki und  absolvierte während des Studiums von 1962 bis 1963 außerdem eine Ausbildung zum Archivar am Stadtarchiv von Helsinki. Von 1962 bis 1972 war er als Archivar beim finnischen Staatsarchiv, 1973 beim Landesarchiv Turku tätig. 1974 wurde er in Helsinki mit der Arbeit A war of roses and lilies: The theme of succession in Sir John Fortescue’s works promoviert. In den Jahren von 1973 bis 1978 forschte er in den Archiven des Staatsarchivs unter anderem zur Filmgeschichte, bis er dem Ruf auf den neu eingerichteten Lehrstuhl für Kulturgeschichte an der Universität Turku folgte. Bis 1987 lehrte er an der Universität, unterbrochen in den Jahren zwischen 1983 und 1985, in denen er Direktor des Institutum Romanum Finlandiae in Rom war. Dort widmete er sich dem kulturellen Wandel zur Zeit der Spätantike. Im Jahr 1987 übernahm Litzen die Leitung des finnischen Nationalarchivs, dem er bis 1996 vorstand.
Litzen lehrte auch während dieser Zeit an den Universitäten Helsinki, Turku, Tampere, an der Sibelius-Akademie und an der Technischen Universität Helsinki. Sein Forschungsschwerpunkt lag im Bereich der Mediävistik.

## Schriften (Auswahl)
- A War of Roses and Tilies: The Theme of Succession in Sir John Fortescue's Works. Suomalainen Tiedeakatemia, Helsinki 1971.
- Keskiajan kulttuurihistoria (etwa „Kulturgeschichte des Mittelalters“). Gaudeamus, Helsinki 1974 (2. Auflage 1994).
- Tie Nikeaan (etwa „Der Weg zum Konzil von Nicaea“). Kirja-Aurora, Turku 2009.